# Chráněný trh práce
Termín „chráněný trh práce“ se v českém právu oficiálně objevil s novelou zákona o zaměstnanosti (č. 435/2004 Sb.), která vešla v platnost 1. 1. 2018. Rozdělila trh práce na dva typy – chráněný a volný trh práce. Ve své podstatě je zdůrazněno, že osoby se zdravotním postižením (dále OZP) mohou být zaměstnány na volném i chráněném trhu práce, pro každý však platí trochu jiné podmínky.
Chráněným trhem práce jsou vymezeny dva typy aktérů:
- zaměstnavatelé zaměstnávající více než 50 % OZP z celkového počtu zaměstnanců,
- OZP samostatně výdělečně činné.

Výraznou podporou OZP jsou příspěvky, které Úřad práce nabízí v rámci aktivní politiky zaměstnanosti, byť mají nenárokový charakter. 

## Rozdíl mezi nárokem na jednotlivé příspěvky
Tato tabulka přibližuje rozdíl mezi nárokem na jednotlivé příspěvky vzhledem k postavení na trhu práce.
| Příspěvek | Zaměstnavatel na volném trhu práce (méně než 50 % OZP) | Zaměstnavatel na chráněném trhu práce (více než 50 % OZP)                                                    |
| § 75 zákona o zaměstnanosti – příspěvek na zřízení pracovního místa pro OZP                                                                     | ANO                                                    | ANO |
| § 76 zákona o zaměstnanosti – příspěvek na úhradu provozních nákladů vynaložených v souvislosti se zaměstnáváním osoby se zdravotním postižením | ANO                                                    | NE (nelze, aby byl souběh tohoto příspěvku s příspěvkem na podporu zaměstnávání OZP na chráněném trhu práce) |
| § 78a zákona o zaměstnanosti – příspěvek na podporu zaměstnávání osob se zdravotním postižením na chráněném trhu práce                          | NE (určen pouze pro chráněný trh práce)                | ANO |

## Zaměstnavatel na chráněném trhu práce
Označovat se však za osobu na chráněném trhu práce mohou pouze aktéři, kteří podepsali s Úřadem práce dohodu o uznání zaměstnavatele za zaměstnavatele na chráněném trhu práce a to dle § 78 zákona o zaměstnanosti, ve znění pozdějších předpisů. O toto uznání však lze požádat až po roce fungování daného pracoviště bez podpory spádového Úřadu práce ČR.
Velkou výhodou toho být uznán jako zaměstnavatel na chráněném trhu práce je možnost stát se dodavatelem náhradního plnění. Náhradní plnění znamená, že firma splní svoji zákonnou povinnost zaměstnávat na 25 zaměstnanců alespoň jednu OZP (tzn. povinný podíl jsou 4 %):
- nákupem výrobků, služeb či produktů chráněných dílen,
- odvodem přímého poplatku do státního rozpočtu.